# Grétar Hjartarson
Grétar Ólafur Hjartarson (Sandgerði, 26 novembre 1977) è un ex calciatore islandese, di ruolo attaccante.

## Carriera

### Club
Hjartarson cominciò la carriera con la maglia del Reynir Sandgerði, per poi passare agli scozzesi dello Stirling Albion. Dopo un paio di stagioni al Grindavík, si trasferì ai norvegesi del Lillestrøm, per cui esordì nella Tippeligaen in data 30 aprile 2000, quando sostituì Arild Sundgot nella sconfitta per 2-1 in casa dell'Odd Grenland.
Dopo aver militato nelle file degli svedesi del Landskrona BoIS, vestì ancora la casacca del Grindavík, poi del KR Reykjavík, nuovamente del Grindavík e, dal 2011, gioca nel Keflavík.

### Nazionale
Hjartarson conta una presenza per l'Islanda, nel 2002, senza reti all'attivo.